# Epiphragma annulicorne
Epiphragma annulicorne är en tvåvingeart som beskrevs av Alexander 1921. Epiphragma annulicorne ingår i släktet Epiphragma och familjen småharkrankar. Inga underarter finns listade i Catalogue of Life.